# O’Brien’s Tower
O’Brien’s Tower (irisch Túr Uí Bhriain) ist ein Turm am höchsten Punkt der Cliffs of Moher in der Nähe der Dörfer Doolin und Liscannor im irischen County Clare.

## Geschichte
Den Turm ließ der örtliche Landbesitzer und Parlamentsabgeordnete Sir Cornelius O’Brien 1835 als Beobachtungsturm für die viktorianischen Touristen auf die Klippen bauen, die diese damals besuchten; „Fremde, die die großartige Szenerie dieser Gegend besuchen“. Anfangs soll der Turm als Teehaus gedient haben; er war mit einem großen, runden Tisch und gusseisernen Sitzen ausgestattet.

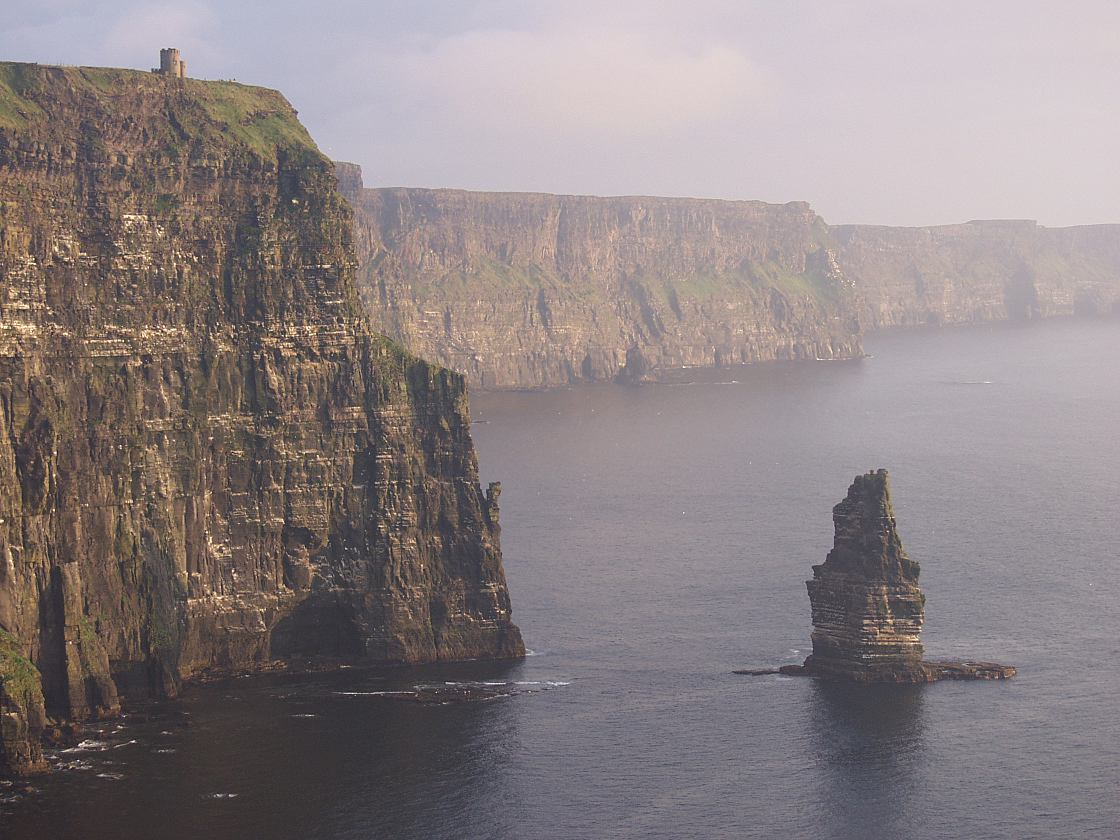
O’Brien’s Tower auf der Klippe auf der linken Bildseite

Eine weitere Version der Geschichte berichtet davon, dass O’Brien den Turm bauen ließ, um Frauen, die er verehrte, zu imponieren. An klaren Tagen kann man von dort bis zum Loop Head an der Südspitze des County Clare sehen und sogar darüber hinaus bis zu den Bergen des County Kerry. Nach Norden geht dann der Blick bis zu den Twelve Bens in Connemara (auch Twelve Pins genannt), jenseits der Galway Bay, nach Westen typischerweise bis zu den Aran-Inseln.

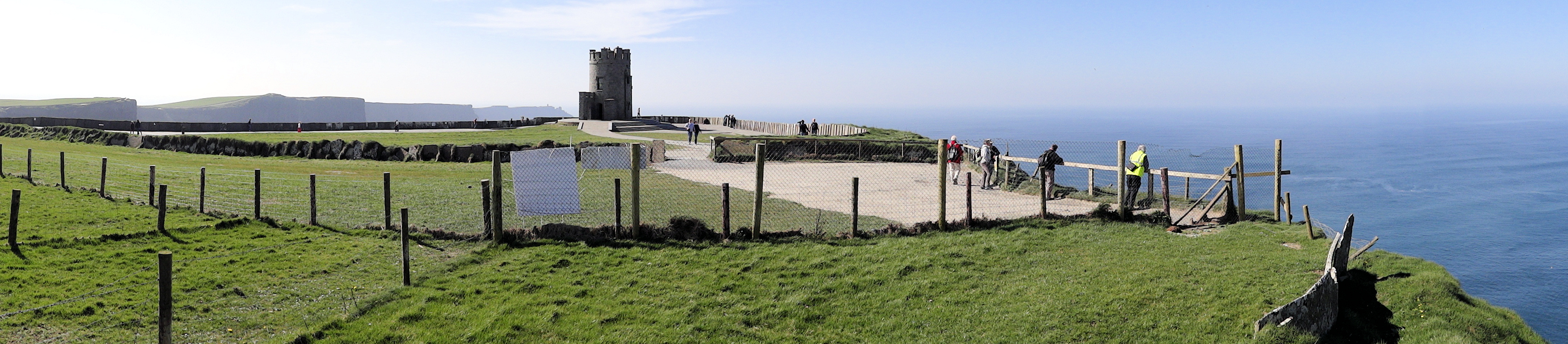
Das Plateau, auf dem der Turm steht, ist mit einem Zaun umschlossen, um Besucher von gefährlichen Kletterpartien abzuhalten.